# (38385) 1999 RT181
1999 RT181 (asteroide 38385) é um asteroide da cintura principal. Possui uma excentricidade de 0.09913830 e uma inclinação de 4.89405º.
Este asteroide foi descoberto no dia 9 de setembro de 1999 por LINEAR em Socorro.